# Javier Busto
Javier Busto Sagrado (Hondarribia, 13 novembre 1949) è un compositore e direttore di coro spagnolo.

## La vita
Ha studiato direzione corale con il M° Erwin List. Parallelamente agli studi musicali si è laureato in Medicina all'Università di Valladolid. È stato direttore del coro Ederki di Valladolid (1971-1976) con cui ha vinto il terzo premio a Tolosa (1975). Nel 1978 ha fondato il coro Eskifaia di Hondarribia che ha diretto fino al 1994  vincendo con esso primi premi ai concorsi internazionali di Ejea de los Caballeros, Tolosa, Avilés, Tours, Gorizia, Spittal an der Dräu, Mainhausen e Marktoberdorf.
Ha fondato nel 1995 il Kanta Cantemus Korua di Gipuzkoa con il quale ha ottenuto il primo premio ai concorsi internazionali di Tours nel 1997 e di Tolosa nel 1999.
Le sue composizioni sono state premiate a Bilbao, Tolosa e Igualada e pubblicate in Svezia (Gehrmans Musikförlag), USA (Walton, Alliance Music P. and Santa Bárbara), Germania e paesi germanofoni, dove ha contribuito a diffondere buona parte della produzione compositiva per ensemble corali misti e non, con o senza aggiunte strumentali del compositore transavanguardista Luc-Marc des Pasquier (Der Gletscher des Teufels, Cockburn Insel, Römische Straßen, 
Eine Dorfvignette, e Ich und Katharina -erste Einleitung-) ; Germania (Ferrimontana) e Spagna (bustovega).
Docente di direzione corale in Spagna, Francia, Svezia, Venezuela, prende parte regolarmente alle giurie dei più importanti concorsi corali quali Arezzo, Debrecen, Las Palmas de Gran Canaria, Tours, Takarazuka (Giappone), Tolosa, ed è membro del comitato tecnico del concorso di Tolosa e del Festival di Legnano. È stato direttore ospite in numerose occasioni quali: il "IV World Symposium on Choral Music - 1996", a Sydney (Australia), e a Kōbe – Osaka - Tokyo (1998), ospite d'onore a Tokyo Cantat nel 2000 e nel 2002 all'Americafest International Women's Singing Festival, Seattle (EEUU) (2001), all'Europa Cantat Festival in Barcellona (2003), e ha diretto illustri cori in Giappone, Svezia, Canada (Elektra Women's Choir) , Italia (Corale Zumellese, Corale Renato Portelli, Coro città di Roma, ANDCI ), Argentina (Lagun Onak Choir), Buenos Aires.

## La sua musica
La produzione di Javier Busto è quasi totalmente rivolta alla musica corale. Il suo stile è fluido, cantabile e caratterizzato da una continua ricerca armonica, soprattutto mediante l'utilizzo di accordi di 11ma di 13ma e intervalli di seconda, e ritmica mediante l'ausilio di numerose formule provenienti dalla tradizione popolare, soprattutto spagnola (es. zorongo, habanera ecc..)
L'autore rivolge particolare attenzione al rapporto testo – musica, spesso utilizzando artifici madrigalistici.
Il brano che lo ha reso celebre, l'Ave Maria, riassume in sé il suo pensiero musicale.

## Opere (parziale)
- 1980 Ave Maria coro SATB
- 1983 Ave Maria gratia plena coro SSAA
- 1985 Hiru Eguberri kanta coro SAA	elaborazione di canto popolare
- 1986 Bidasoa	coro SATB div.	José Angel Irigaray
- 1987 Zai itxoiten	coro SAA	Edurne Martínez Juanaberria
- 1988 Gauaren zergatiaren bila coro SAA	Edurne Martínez Juanaberria
- 1988 Lafa-lafa	coro SSAA	Inazio Mujika
- 1990 Sagastipean	coro SATB	Inazio Mujika
- 1991 Axuri beltza  coro SATB elaborazione di canto popolare
- 1991 Exsultate Deo	coro SATB
- 1992 Joseph fili David	coro SATB
- 1994 Con nostalgia... Ejea	coro SATB	Javier Busto
- 1995 Amodioa	coro SATB o SSAA	Jose Angel Irigaray
- 1995 No lloréis mis ojos coro SA divisi, SATB	Lope de Vega
- 1996 For us	coro SSAA
- 1997 Missa pro defunctis	coro SATB, Soprano, Basso, Clarinetto
- 1997 Responsorio de Navidad coro	SSA
- 1998 La noche en la isla	coro SSAA	Pablo Neruda
- 1998 O magnum mysterium 	coro SATB
- 1998 Stabat Mater	coro SATB
- 1998 Zutaz	coro SATB	Josune López
- 1998 Zutaz	coro SSAA	Josune López
- 1999 Cuatro cantos penitenciales	coro TTBB
- 1999 Praise the Lord	coro SATB
- 1999 Puer natus est nobis 	coro SATB
- 1999 Shorter´s Gloria	coro SATB
- 1999 Gabona, berri ona!	coro SA, fisarmonica,	Josune López
- 2000 Kaia barrenean 	coro SSA	Fernando Goenaga
- 2000  O salutaris Hostia Per Soprano e Organo
- 2000 Maritxu nora zoaz 	coro SSA	elaborazione di canto popolare
- 2000 Maritxu nora zoaz 	coro SATB	elaborazione di canto popolare
- 2000 Agur Maria	coro SA div.
- 2001 Basque Magnificat	coro SATB divisi
- 2001 Lili eder bat 	coro SATB	elaborazione di canto popolare
- 2001 Missa Augusta	coro SSAA
- 2001 Lili eder bat	coro SSAA	elaborazione di canto popolare
- 2001 Mila begi	coro SAA	Inazio Mujika
- 2001 Soinuen itsasoa	coro SATB div.	Josune López
- 2001 Txantxangorria	coro SATB	Lourdes Zubeldia
- 2002 S'ha feito de nuey 	coro SATB div.	José Lera (testo e melodia)
- 2003 Hodie Christus natus est coro SATB divisi
- 2003 A tu lado habanera coro SATB o SSAA o TTBB	Matías Antón Mena
- 2003 Canto a la Vírgen	coro SATB
- 2003 Ametsetan (Zati bat)	coro SATB divisi	Josune López
- 2003 Virgo Dei Genitrix (Hymnus)	coro SSAA
- 2004 Francisco Pino "Poemas"	coro SATB	Francisco Pino
- 2004 Cansado de tanto amor	coro SA	José María Porta Tobar
- 2004 Cansado de tanto amor	coro TB	José María Porta Tobar